# Aussehen des Himmels anderer Planeten

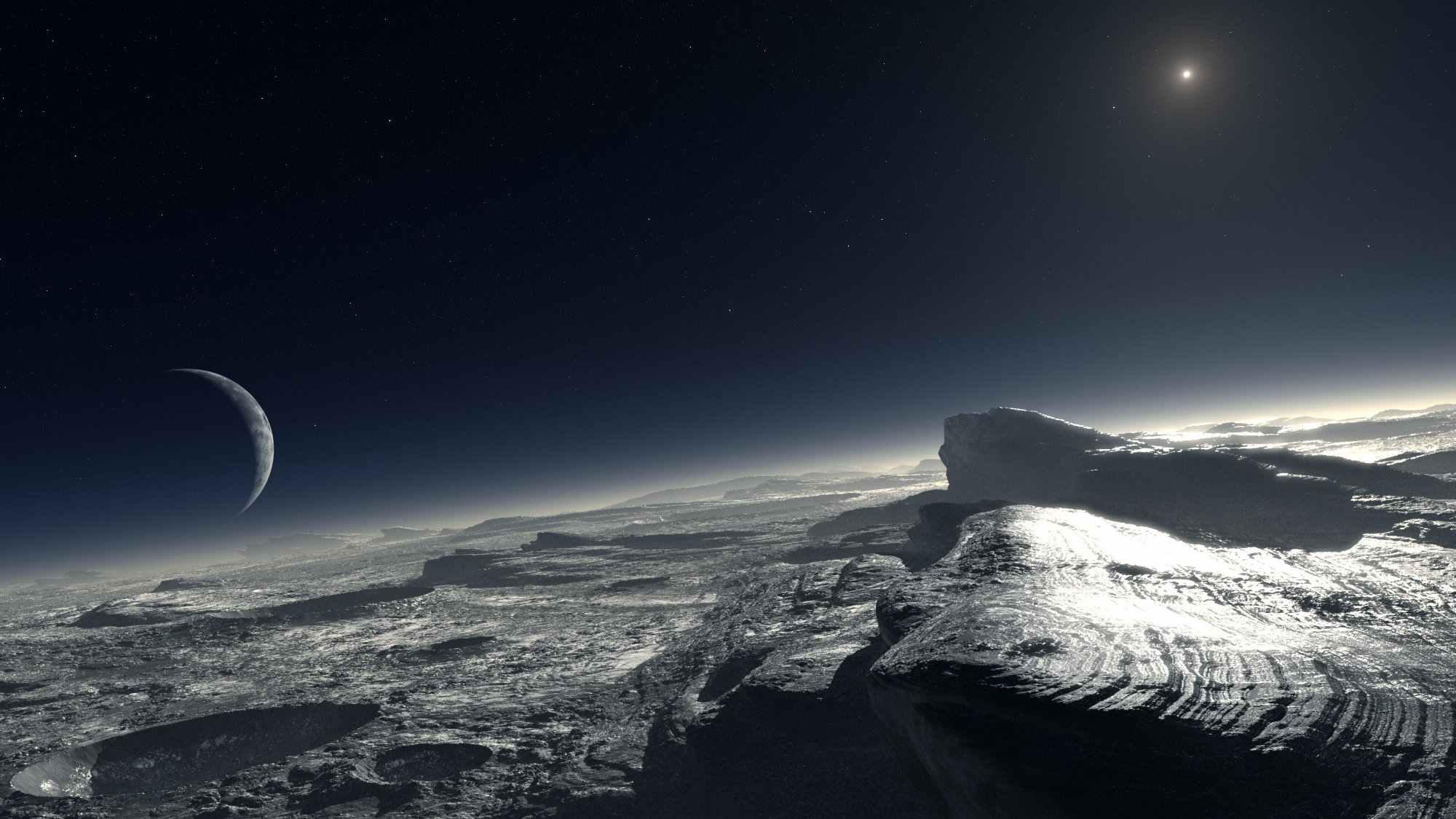
Künstlerische Darstellung der Sicht von der Oberfläche des Zwergplaneten Pluto auf seinen Mond Charon und die Sonne

Als Himmel wird allgemein die Ansicht bezeichnet, die sich einem Betrachter mit Blick von der Oberfläche eines Himmelskörpers, im ursprünglichen Sinne von der Erde, auf den Weltraum bietet. Bei einem außerirdischen Himmelsanblick unterscheidet sich diese von der irdischen Ansicht aus mehreren Gründen.
Der wichtigste Faktor für die Erscheinung des Himmels einer Welt ist ihre Atmosphäre. Abhängig von der Atmosphärendichte, ihrer Durchsichtigkeit und der chemischen Zusammensetzung kann sich der Himmel in einem unterschiedlichen Farbspektrum darstellen. Ist die Welt von Wolken umgeben, können diese in einer Vielfalt von Farben erscheinen. Viele Himmelsobjekte besitzen jedoch keine oder nur sehr dünne Atmosphäre, wodurch sich einem Beobachter von dort aus ein ungetrübter Blick auf den Weltraum bietet. Daneben sind es insbesondere markante astronomische Objekte, die den Himmel einer Welt bestimmen, wie die Sonne, sie umkreisende Monde, benachbarte Planeten oder eventuell vorhandene Planetenringe.
Außerirdische Himmelsanblicke sind ein Betätigungsfeld der astronomischen Phänomenologie, das durch die Raumfahrt in ihr Interesse rückt, umfassen dieselben Problemstellungen und werden himmelsmechanisch und in Bezug auf atmosphärische Optik exakt so ermittelt wie topozentrische Fälle. Sonst sind sie, weil bisher kaum real zugänglich, ein zentrales Sujet der Space Art, auch als populärwissenschaftliche Illustration.

## Merkur
Der sonnennächste Planet Merkur verfügt über keine Atmosphäre, so dass sein Himmel schwarz ist und sich nicht von der Ansicht des Weltraums unterscheidet, die sich einem vom Orbit der Erde aus bietet. Prinzipiell könnte man auf dem Merkur auch am Tag Sterne und Planeten sehen. Jedoch überstrahlt die nahe Sonne deren Licht sehr stark, so dass eine Beobachtung nur dann möglich wäre, wenn man die Sicht auf die Sonne, sowie die gleißend helle Planetenoberfläche, abschirmen würde.
Von dem Planeten Merkur aus gesehen gibt es für diesen einen südlichen Polarstern, α Pictoris, der mit einer scheinbaren Helligkeit von 3,2m jedoch schwächer erscheint als der irdische Polarstern (α Ursae minoris).

### Sonnenansicht

Resonanzschema von Merkur mit drei Rotationen bei zwei Umläufen

Auf dem Merkur ist der scheinbare Durchmesser der Sonne im Schnitt zweieinhalbmal größer als auf der Erde, wobei ihre Helligkeit hier den mehr als sechsfachen Wert erreicht. Aufgrund der exzentrischen Bahn des Planeten ändert sich entlang seines Umlaufs die scheinbare Größe und Helligkeit, die die Sonne am Merkurhimmel bietet. So beträgt die Sonnengröße im Aphel, dem sonnenfernsten Punkt, das 2,2-Fache der vergleichbaren Erdansicht, wobei ihre Helligkeit hier das 4,8-Fache erreicht, im sonnennahen Perihel hingegen vergrößert sie sich auf den 3,2-fachen Durchmesser der Erdansicht und ihr Helligkeitswert ist um etwa das 10,2-Fache größer.
Der Merkur läuft in knapp 88 Tagen um die Sonne mit einer Bahnresonanz von 3 : 2. In anderen Worten bedeutet dies, dass der Planet sich dreimal um sich selbst dreht, während er zweimal die Sonne in gleicher Richtung umrundet. Auf dem Merkur dauert ein auf die Fixsterne bezogener Tag – also die Zeit für eine volle Rotation – rund 58,7 Erdtage, während der auf die Sonne bezogene Merkurtag als die Zeit zwischen zwei Meridiandurchgängen der Sonne rund 176 Erdtage lang ist.
Ein Merkurtag ist damit also länger als das Merkurjahr zwischen den Periheldurchgängen und dauert ziemlich genau das Doppelte eines ganzen Umlaufes. Dies führt zu einem ungewöhnlichen Effekt, bei dem es so scheint, als ob die Sonne einmal innerhalb eines Merkurjahres ihre übliche Ost-West-Bewegung kurz umkehrt. Dieses Phänomen ist in unterschiedlicher Deutlichkeit zu beobachten, abhängig davon, wo man sich gerade auf Merkur befindet. Während dieser Phase kann ein Beobachter an bestimmten Punkten auf der Oberfläche des Planeten die Sonne aufgehen sehen, wobei sie nur etwa bis zur Mitte des Horizonts aufsteigt, hier ihren Verlauf umkehrt, bis sie schließlich wieder untergeht, ehe sie, noch immer am selben Merkurtag, wieder aufsteigend zu sehen ist. Dieser Effekt hat seine Ursache in dem Umstand, dass ab etwa vier Erdentagen vor dem Perihel, die Winkelgeschwindigkeit der Umlaufbahn Merkurs genau gleich seiner Rotationsgeschwindigkeit ist, so dass die Sonne ihre scheinbare Bewegung nicht mehr weiterzuführen scheint; im Perihel übertrifft die orbitale Winkelgeschwindigkeit des Merkur dann wieder seine Rotationsgeschwindigkeit, wodurch sich die Sonne scheinbar rückläufig bewegt. Vier Erdtage nach dem Perihel wird die Sonne dann ihre gewohnte Eigenbewegung fortsetzen. Aufgrund seiner Bahnresonanz sind zwei Stellen auf der Oberfläche des Merkur im Perihel abwechselnd der Sonne zugewandt; einer dieser beiden Punkte ist die Caloris Planitia („Hitze-Becken“). Diese Ebene wurde so genannt, weil ein Beobachter in der Nähe ihres Zentrums einmal pro Merkurtag die Sonne eine Schleife um den Zenit Merkurs ziehen sieht und damit die Erfahrung eines in der Tat sehr heißen Tages macht.

### Sicht auf andere Planeten
Nach der Sonne ist die Venus das zweithellste Objekt am Merkurhimmel. Die Venus erscheint dabei viel heller als für einen Beobachter auf der Erde. Dies ist dadurch zu begründen, dass, wenn die Venus der Erde am nächsten ist, sie vor der Sonne steht und daher ein Erdbeobachter nur ihre Nachtseite zu sehen bekommt. Obwohl die Venus das hellste Objekt am Himmel der Erde ist (nach Sonne und Mond), ist es in der Tat so, dass man nicht mehr als eine schmale Sichel von ihr zu sehen bekommt.
Für einen Beobachter auf dem Merkur hingegen ist die Venus dann am nächsten, wenn sie sich in Opposition zur Sonne befindet, weshalb von hier aus ihre ganze Scheibe zu sehen ist. Die scheinbare Helligkeit der Venus beträgt dabei −7,7m.
Auch die Erde und ihr Mond sind sehr markante Objekte am Himmel des sonnennächsten Planeten, da ihre scheinbaren Helligkeitswerte ca. −5m und −1,2m betragen, wobei der scheinbare Abstand zwischen der Erde und dem Mond maximal etwa 15 Bogenminuten beträgt. Alle anderen Planeten erreichen in etwa die gleiche Sichtbarkeit wie von der Erde aus, wobei sie in Opposition etwas weniger hell erscheinen. Dagegen tritt das Zodiakallicht wahrscheinlich stärker hervor als es auf der Erde der Fall ist.

## Venus
Die Atmosphäre der Venus besitzt eine vollkommen geschlossene, etwa 20 km dicke Wolkendecke aus Schwefelsäure und anderen Bestandteilen. Dadurch ist ihr Taghimmel trotz ihrer relativen Sonnennähe relativ dunkel, vergleichbar mit der Helligkeit eines bedeckten Tages auf der Erde. Die Atmosphäre ist an der Oberfläche extrem dicht und heiß. Die Landesonde von Venera 8 der sowjetischen Venera-Mission maß eine Sichtweite von etwa einem Kilometer.
Die Sonne ist auf der Venus nicht als eine abgrenzbare Scheibe zu sehen, und die Sterne bleiben auch nachts gänzlich unsichtbar. Farbbilder der Venera-Sonden legen nahe, dass der Himmel auf der Venus orangerot und nach einer anderen Quelle gelbgrün erscheint. Wenn die Sonne von der Oberfläche der Venus aus zu sehen wäre, würde die Zeit von einem Sonnenaufgang zum nächsten (also ein Sonnentag), insgesamt 116,75 Erdentage dauern. Da die Umdrehung der Venus rückläufig ist, also entgegen der Rotationsrichtung der Erde, geht die Sonne bei ihr im Westen auf und im Osten unter.
Die Hochatmosphäre der Venus rotiert differentiell und in Äquatornähe rund 60-mal schneller als die Venus selbst. Ein Beobachter, dessen Position sich hoch über den Wolken der Venus befindet, wird dadurch in knapp vier Erdtagen um den Planeten gedreht und sieht einen Himmel, an dem, neben der Sonne, die Erde und der Erdmond deutlich und hell erscheinen (ihre Helligkeitswerte betragen −6,6m  und −2,7m), insbesondere in Opposition, wenn beide Planeten in einem 180°-Winkel zur Sonne stehen und somit den Punkt ihrer maximalen Annäherung erreichen. Auch Merkur ist am Venushimmel recht einfach zu entdecken, weil er sich näher an dem Planeten befindet und deshalb bis zu einer Größenordnung von −2,7m heller ist, als er von der Erde aus erscheint. Zudem ist sein maximaler Winkelabstand zur Sonne hier wesentlich größer (40,5°) als von einem irdischen Beobachtungspunkt (28,3°) aus.

## Der Erdmond
Da der Mond, ähnlich wie Merkur, keine Atmosphäre besitzt, präsentiert sich sein Himmel durchgehend schwarz. Allerdings erscheint auch vom Erdmond aus die Sonne noch so hell, dass es unmöglich ist, tagsüber Sterne zu erkennen, es sei denn, der Beobachter schirmte seine Sicht sowohl vom grellen direkten Sonnenanblick, als auch von der blendend hellen Oberfläche ab. Der Mond verfügt über einen südlichen Polarstern, δ Doradus, der eine scheinbare Helligkeit von 4,34m besitzt. Dieser ist noch besser ausgerichtet als der Polarstern der Erde, erscheint dafür aber viel schwächer.

### Sonnenansicht
Die Sonnenscheibe hat auf dem Mond die gleiche Größe wie auf der Erde. Wegen der fehlenden Atmosphäre und der dadurch ausbleibenden atmosphärischen Streuung und Absorption erscheint sie jedoch etwas heller und in einem reineren Weiß. Davon abgesehen ist die Sonneneinstrahlung auf dem Mond mit der im Erdorbit messbaren Strahlung identisch.
Ein Mondtag, also die Zeit von einem Sonnenhöchststand zum nächsten, dauert einen synodischen Monat, etwa 29,5 Tage. Da die Achsenneigung des Mondes relativ zu seiner Umlaufbahn um die Sonne fast Null beträgt, zieht die Sonne im Laufe eines Jahres annähernd immer auf der gleichen Bahn über den Himmel. Daraus resultierend erhalten die Krater und Schluchten in der Nähe der Pole des Trabanten niemals eine direkte Sonneneinstrahlung und auf der anderen Seite gibt es einige Berge und Mondkrater, deren Spitzen bzw. Kraterränder nie im Schatten liegen. (→ siehe Berge des ewigen Lichts).

### Erdansicht

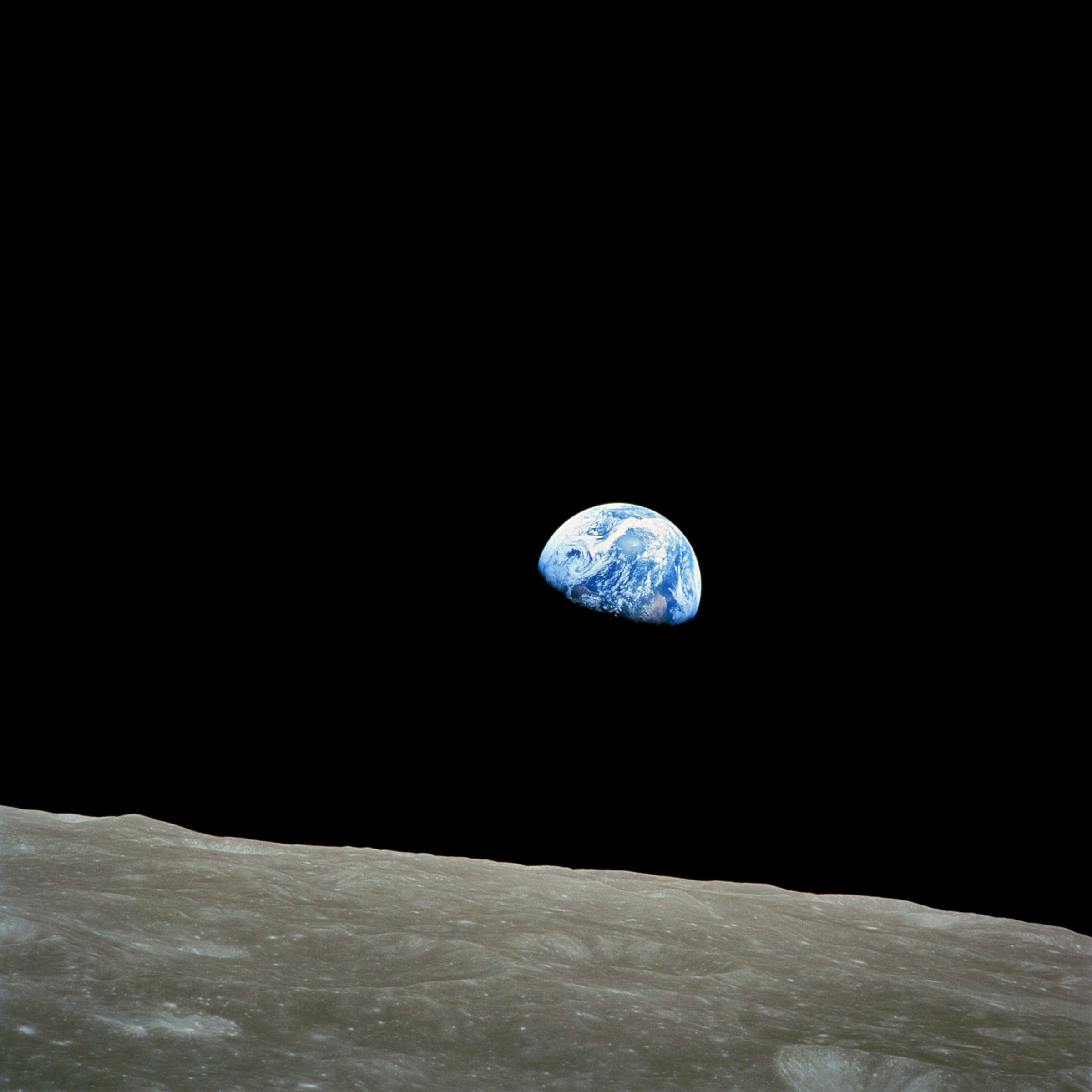
Earthrise: Erde und Mond aus der Sicht von Apollo 8

Zu den herausragendsten Merkmalen am Mondhimmel gehört die Ansicht der Erde. Ihr sichtbarer Durchmesser (1,9°) ist etwa viermal so groß wie der Durchmesser, den der Mond am Firmament der Erde besitzt. Da die Mondbahn exzentrisch ist, schwankt die scheinbare Größe der Erde am Himmel um etwa 5 % (zwischen 1,8° und 2,0° Durchmesser). Die Erde zeigt dabei wie der Mond Phasen, jedoch sind sie zeitlich jeweils entgegengesetzt zu den Mondphasen: Wenn man also von der Erde aus den Vollmond sieht, befindet sich für den Mondbeobachter die Erde in ihrer Dunkelphase und umgekehrt. Die Albedo der Erde ist dreimal so hoch wie die des Mondes und zusammen mit dem größeren Bereich, den die volle Erde am Mondhimmel einnimmt, scheint diese im Zenit über 50-mal heller als der Vollmond für den irdischen Beobachter.
Als Folge der gebundenen Rotation, die der Mond gegenüber der Erde besitzt, ist die eine Seite des Mondes ständig in Richtung zur Erde gedreht, während die Mondrückseite niemals von der Erde aus einsehbar ist. Das bedeutet umgekehrt, dass die Erde nur von dieser einen Seite des Mondes gesehen werden kann, während sie auf der Rückseite immer unsichtbar bleibt.
Wäre die Rotation des Mondes absolut synchron, würde die Erde keine merkliche Bewegung am Himmel des Mondes vollziehen. Tatsächlich vollführt die Erde vom Mond aus gesehen jedoch eine langsame und komplexe Taumelbewegung (Libration). Über einen Monat hinweg beschreibt die Erde eine etwa ovale Bewegung mit einem Durchmesser von 18°. Die genaue Form und Ausrichtung dieses Ovals hängt vom Standort auf dem Mond ab. Aus diesem Grund steht die Erde in der Nähe der Grenzregion zwischen Vorder- und Rückseite des Mondes manchmal knapp unterhalb des Horizontes und manchmal knapp darüber.

### Sonnen- und Erdfinsternis
Von Zeit zu Zeit stehen Erde, Sonne und Mond auf einer direkten Sichtlinie, wodurch am Mondhimmel dann eine Sonnenfinsternis bzw. eine „Erdfinsternis“ erlebt werden kann. Während der Sonnenfinsternis auf dem Mond wird die Sonne durch die Erde verdeckt. Zur gleichen Zeit ist auf der Erde eine Mondfinsternis zu beobachten, wobei die Verfinsterung nicht nur in einem schmalen Streifen, sondern oft auf der gesamten Mondvorderseite stattfindet.
Der Ablauf der Sonnenfinsternis mit ihren 4 Kontakten ist vom Mond aus in derselben Form wie von der Erde aus zu sehen. Da der scheinbare Durchmesser der Erde viermal größer als der der Sonne ist, kann die Phase der totalen Sonnenfinsternis über 2 Stunden dauern, und die Erdatmosphäre erscheint in dieser Phase als rötlicher Ring. Es war ursprünglich geplant, mittels der Lunar-Rover-Fernsehkameras von Apollo 15 eine solche Sonnenfinsternis zu fotografieren. Leider waren jedoch die Kamera bzw. deren Stromquelle bereits unmittelbar nach dem Start der Astronauten defekt.
Eine „Erdfinsternis“ stellt auf der anderen Seite für einen Mondbeobachter kein sonderlich spektakuläres Ereignis dar, da sich der Mondschatten zur Erde hin deutlich verjüngt. Beobachtern auf der Mondoberfläche bleibt einzig die Aussicht, mit einem Teleskop einen kleinen runden, dunklen Fleck zu verfolgen, der über die Erdoberfläche hinweg zieht.

## Mars
Der Mars verfügt nur über eine sehr dünne Atmosphäre. Allerdings ist diese extrem staubig, sodass viel von dem Licht, das ihn erreicht, zerstreut wird. Der Himmel erscheint somit während des Tages uneingeschränkt hell und Sterne sind nicht zu sehen. Der nördliche Pol des Mars ist auf den Stern Deneb ausgerichtet, etwas versetzt in Richtung Alderamin. Als Südpolarstern des Mars kann Kappa Velorum bezeichnet werden.

### Farbe des Marshimmels

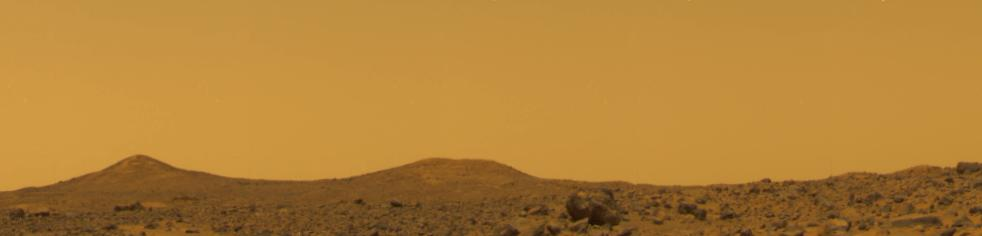
Der Marshimmel gegen Mittag; Foto von Mars Pathfinder

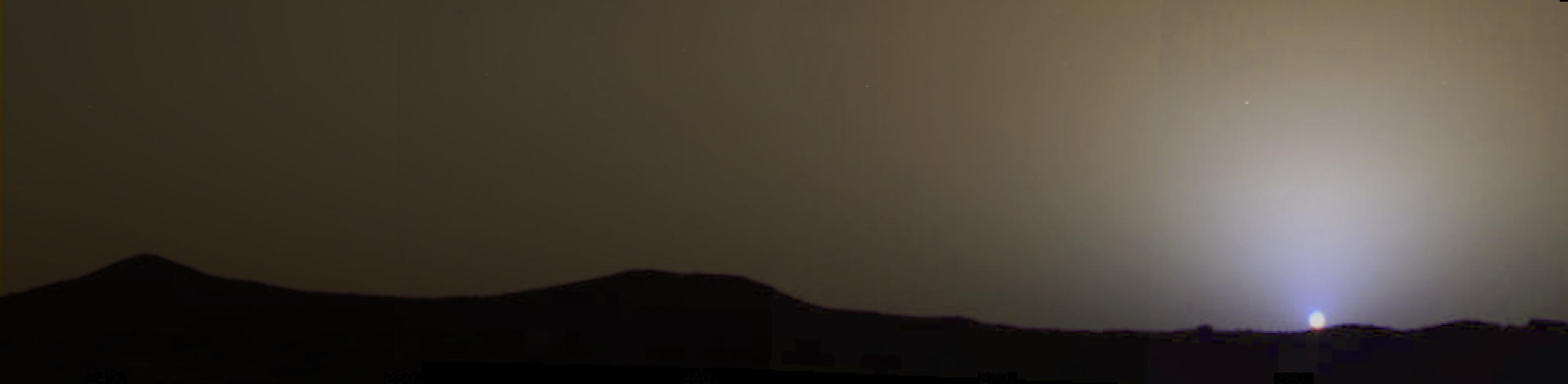
Sonnenuntergang am Marshimmel; Foto von Mars Pathfinder

Es ist überraschend schwierig, Echtfarbenbilder von der Oberfläche des Mars zu erstellen. Einerseits aufgrund des hohen Aerosolgehalts (der außerdem durch häufige Sandstürme stark variiert), aber auch wegen des Purkinje-Effekts: Danach hängt es unter anderem von der Helligkeit des Umgebungslichts ab, wie das menschliche Auge eine Farbe wahrnimmt. Denn sobald die Helligkeit der Umgebung abnimmt, lässt die Farbempfindung des Menschen rote Objekte schnell dunkel erscheinen, während die Farbwirkung von blauen Gegenständen weniger rasch nachlässt. Daneben zeigen die in der Vergangenheit veröffentlichten Bilder große Unterschiede bei der Darstellung der Farbe des Himmels. Dies kommt daher, dass bei vielen Bildern Filter verwendet wurden, die bestimmte wissenschaftliche Aspekte maximieren, ohne dass dabei die Darstellung von Echtfarben im Fokus stand.

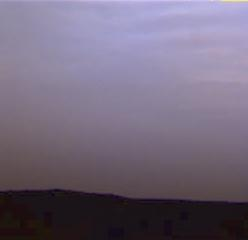
Der Marshimmel wird durch Wasser-Eis-Wolken in eine violette Farbe getaucht.

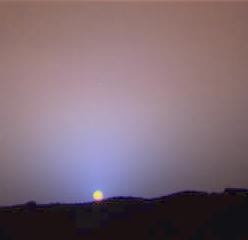
Nahaufnahme des Marshimmels bei Sonnenuntergang mit deutlichen Farbvariationen, Foto von Mars Pathfinder

Es ist bekannt, dass während des Marstages der Himmel eine scharlachrote oder helle orangerote Farbe annimmt. Während der Sonnenaufgangs- und Sonnenuntergangsphase verfärbt sich der Himmel rosa, wobei er in der Nähe der untergehenden Sonne, im Gegensatz zu dem vertrauten Anblick auf der Erde, blau erscheint. Zeitweise nimmt der Himmel auch eine violette Farbe an, die dadurch entsteht, dass das Licht durch sehr kleine Wasser-Eis-Teilchen in den Wolken gestreut wird. Nachdem die Sonne untergegangen ist und bevor sie aufgeht, herrscht eine lang anhaltende Phase des Zwielichts. Diese wird dadurch verursacht, dass die Staubkörnchen, die hoch in der Atmosphäre des Mars zu finden sind, das Licht der hinter dem Horizont befindlichen Sonne streuen und den Himmel erhellen.
Auf dem Mars besitzt die Rayleigh-Streuung, die unter anderem für die rote Farbe beim Morgenrot und Abendrot auf der Erde verantwortlich ist, in der Regel eine sehr schwache Wirkung. Die rote Farbe des Himmels wird stattdessen vielmehr durch, mit Eisen(III)-oxid angereicherte, Staubpartikel in der Luft verursacht.

### Sonnenansicht
Die Sonne hat vom Mars aus gesehen nur 5/8 der Größe, die sie am Erdhimmel (0,5°) einnimmt. Dabei erreicht den Planeten 60 % weniger Licht als unsere Welt, was in etwa der Helligkeit eines gering bewölkten Nachmittags auf der Erde entspricht.
Ein Marstag ist fast gleich lang wie ein Tag auf der Erde: 24 Stunden, 39 Minuten und 35,244 Sekunden. Diese Zeitspanne wird im Englischen, beispielsweise von der NASA im Zusammenhang mit Marsmissionen, auch Sol genannt.

### Marsmonde

Phobosdurchgang vom Mars vom Mars Rover Opportunity, gesehen am 10. März 2004

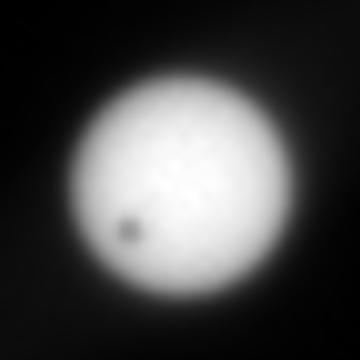
Deimosdurchgang vom Mars, beobachtet von Opportunity am 4. März 2004

Phobos (rechts) und Deimos (links), beobachtet von Spirit

Den Mars umkreisen zwei kleine Trabanten: Phobos und Deimos. Von der Marsoberfläche aus gesehen erlangt Phobos zwischen einem Drittel und etwa der Hälfte des Winkeldurchmessers der Sonne, wohingegen Deimos mit nur 2' Winkeldurchmesser kaum mehr als einen Punkt darstellt.
Die scheinbare Bewegung von Phobos ist aufgrund seiner schnellen Bahngeschwindigkeit der Bewegung der Sonne entgegengesetzt, d. h., er geht im Westen auf und im Osten unter. Das resultiert daraus, dass er schneller um den Planeten kreist, als dieser sich um seine eigene Achse dreht. Phobos befindet sich zudem in einer so niedrigen äquatorialen Umlaufbahn, ist also bei seinem Umlauf dem Planeten so nahe, dass er oberhalb von 70,4° nördlicher und unterhalb von 70,4° südlicher Breite nicht mehr gesehen werden kann. Ein Beobachter, der sich knapp unterhalb bzw. knapp oberhalb der 70,4°-Sichtbarkeitsgrenze positioniert, erblickt einen merklich kleineren Phobos, weil er sich weiter von ihm weg befindet als ein Beobachter am Äquator. Die scheinbare Größe des Mondes variiert dabei um bis zu 45 %. Für einen äquatorialen Beobachter hingegen erscheint Phobos am Horizont mit einem Winkeldurchmesser von etwa 0,14° und erreicht an seinem Höchststand eine Größe von 0,20°. Er überquert den Himmel in etwa 4,24 Stunden und erscheint alle 11,11 Stunden von neuem.
Deimos geht, wie ein „normaler“ Mond, im Osten auf und im Westen unter. Seine Erscheinung bei einem Winkeldurchmesser zwischen 1,8' und 2,1' gleicht eher der eines Sterns. Seine Helligkeit variiert zwischen der des Sterns Wega und der der Venus von der Erde aus gesehen. Da auch er sich relativ nahe am Mars befindet, kann Deimos ab Marsbreiten ober- bzw. unterhalb von 82,7° nördlicher bzw. südlicher Breite nicht mehr gesehen werden. Mit ca. 30,3 Stunden überschreitet die Umlaufzeit von Deimos leicht die Mars-Rotation von ca. 24,6 Stunden. Für einen äquatorialen Beobachter erscheint der Mond daher alle 5,5 Tage und bleibt danach für 2,5 Tage sichtbar, ehe er wieder hinter dem Horizont verschwindet. Zusammengefasst lässt sich sagen, dass Phobos während eines Deimosumlaufs fast 12-mal über den Marshimmel zieht.
Phobos und Deimos können beide die Sonne, vom Mars aus gesehen, teilweise bedecken, keiner der beiden Monde ist allerdings in der Lage, die Sonnenscheibe komplett abzudunkeln. In der Tat kann eher von einem Sonnendurchgang gesprochen werden als von einer Sonnenfinsternis.

### Erdansicht und Venussicht
Die Erde wirkt zusammen mit ihrem Mond vom Mars aus gesehen wie ein Doppelstern. Der sichtbare Abstand zwischen Erde und Mond beträgt maximal, also bei der unteren Konjunktion der Erde und der Sonne (für den irdischen Beobachter ist dies die Opposition von Mars und Sonne) etwa 25 Bogenminuten, dies entspricht etwa dem scheinbaren Durchmesser des Erdmonds von der Erde aus gesehen. In der Nähe des Maximums der Elongation von 47,4° sind Erde und Mond dabei in den scheinbaren Helligkeiten −2,5m und +0,9m zu sehen.
Die Venus leuchtet vom Mars aus gesehen in der Nähe der maximalen Elongation zur Sonne von 31,7° mit einer scheinbaren Helligkeit von ca. −3,2m. Dies entspricht etwa dem Wert, den der Mars von der Erde aus gesehen erreicht.

### Der Himmel der Marsmonde
Von Phobos aus erscheint der Mars 6400-mal größer und 2500-mal heller als der Vollmond für einen Erdbeobachter, wobei er ein Viertel der gesamten Hemisphäre einnimmt. Dagegen erscheint der Mars von Deimos aus noch 1000-mal größer und 400-mal heller als unser Vollmond und füllt dabei 1/11 der Hemisphäre des kleineren Trabanten aus.

## Asteroiden

### Allgemein
Genau betrachtet ist der Asteroidengürtel ein nur dünn mit Objekten besetztes Gebiet. Gelegentlich kommen „engere Annäherungen“ vor, wobei dann aber immer noch riesige Abstände zwischen den Körpern liegen. Im Gegensatz zu anderen Science-Fiction-Filmen gibt der Film 2001: Odyssee im Weltraum einen wirklichkeitsnahen Eindruck vom Asteroidengürtel wieder, als das Raumschiff in einer Szene einem einsamen Asteroiden begegnet.
Einige der Asteroiden, die die Umlaufbahnen des einen oder anderen Planeten kreuzen, können sich gelegentlich einem Planeten oder einem anderen Asteroiden nähern. Dann ist es möglich, dass ein Beobachter von diesem Asteroiden aus die Scheibe eines in der Nähe befindlichen Objekts ohne die Hilfe eines Fernglases oder Teleskops erkennen kann. Im September 2004 näherte sich zum Beispiel das Objekt (4179) Toutatis der Erde auf einen Abstand, der vier Mal der Entfernung Erde – Mond entsprach. Am erdnächsten Punkt war die Erde von seiner Oberfläche aus betrachtet ungefähr mit der gleichen scheinbaren Größe zu sehen, mit der man den Mond von der Erde aus erblickt. Der Mond war dabei ebenso deutlich als eine kleine Scheibe am Himmel von Toutatis sichtbar.
Manche Asteroiden besitzen eine so ungewöhnliche Bahn, dass sie eine Menge Stoff zur Fiktion bieten. So hat zum Beispiel der Planetoid (3200) Phaethon eine der exzentrischsten Umlaufbahnen aller bekannten Objekte im Sonnensystem. Seine Entfernung von der Sonne variiert während seines Umlaufs zwischen 0,14 und 2,4 AE. Im Perihel erscheint die Sonne mehr als siebenmal größer an seinem Himmel als am irdischen, wobei seine Oberfläche je Flächeneinheit mehr als 50-mal so viel Energie von ihr erhält. Im Aphel dagegen nimmt die Sonne auf weniger als die Hälfte ihres scheinbaren Durchmessers, von der Erde aus gesehen, ab und das Objekt erreicht nur mehr ca. ein Sechstel des Lichts, das die Erde am sonnennächsten Punkt erhält.

### 87 Sylvia und ihre Monde Romulus und Remus
Der Asteroid (87) Sylvia ist einer der größten Asteroiden im Asteroidengürtel und der erste, in dessen Geleit zwei Monde beobachtet werden konnten. Die Monde Romulus und Remus haben ca. 18 km bzw. 7 km Durchmesser. Romulus, der weiter entfernte, nimmt am Himmel des Asteroiden eine scheinbare Größe von etwa 0,89 Winkelgrad ein, der kleinere und nähere Remus etwa 0,78°. Weil (87) Sylvia stark von der Kugelgestalt abweicht, können diese Werte, abhängig von der Position eines Beobachters auf der Oberfläche, um etwas mehr als 10 % variieren. Da die beiden Monde den Himmelskörper nahezu in der Ebene seiner Umlaufbahn umkreisen, kommt es alle 2,2 Tage dazu, dass der eine den anderen bedeckt. Zweimal alle 6,52 Sylviajahre findet eine Sonnenfinsternis statt, die jedoch aufgrund der geringeren scheinbaren Größe der Sonne von 0,15° ein wesentlich weniger spektakuläres Ereignis darstellt, als es (mit 0,53°) auf der Erde der Fall ist. Von Remus aus betrachtet erscheint (87) Sylvia am Nachthimmel riesig, da sie hier etwa 30° × 18° einnimmt, während der benachbarte Romulus zwischen den scheinbaren Größen von 1,59° und 0,50° variiert. Von Romulus aus hat der Asteroid einen Winkeldurchmesser von 16° × 10°, während Remus Werte zwischen 0,62° und 0,19° annimmt.

## Jupiter
Obwohl bisher noch nie Bilder aus dem Inneren der Jupiteratmosphäre gemacht wurden, gehen künstlerische Darstellungen typischerweise davon aus, dass der Himmel des Gasplaneten blau erscheint. Es ist jedoch anzunehmen, dass er ein matteres Blau besitzt als der Erdhimmel, da das Sonnenlicht, zumindest noch im oberen Bereich der Atmosphäre, im Durchschnitt 27-mal schwächer als auf der Erde ist. Von Jupiter aus gesehen hat die Sonne lediglich eine Ausdehnung von 5 Bogenminuten, was weniger als ein Fünftel dessen ist, was sie am Erdhimmel einnimmt. Die nahen Ringe des Planeten sind über dem Äquator wahrscheinlich schwach sichtbar. Tiefer in der Atmosphäre erscheint die Sonne dagegen durch Wolken und Nebel vermutlich in verschiedenen Farben und nimmt dabei zumeist blaue, braune und rote Töne an, die, je tiefer man in die Atmosphäre des Planeten eindringt, schnell abdunkeln. Derzeit werden verschiedene Theorien über die Ursache dieser Farben diskutiert, allerdings gibt es bisher noch keine exakte Antwort auf diese Frage.

### Jupitermonde

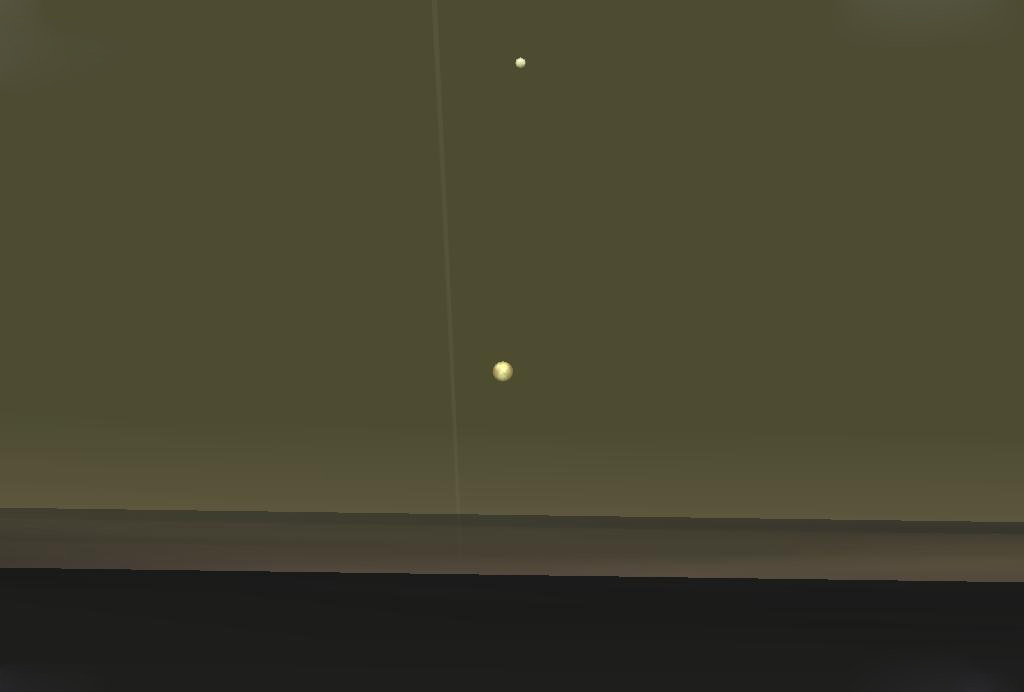
Simulierte Sicht auf Io, Europa und die Jupiterringe vom Planeten aus gesehen

Abgesehen von der Sonne sind die vier Galileischen Monde die markantesten Objekte am Himmel des Jupiter. Io, die dem Planeten am nächsten steht, wirkt etwas größer als der volle Erdmond am Himmel, dabei erscheint sie jedoch weniger hell. Trotz der größeren Albedo des zweitnächsten Mondes Europa schafft diese es wegen ihrer größeren Entfernung zu Jupiter nicht, Io zu überstrahlen. In der Tat ist es so, dass die geringe Solarkonstante (3,7 % von der auf der Erdoberfläche) durch den Abstand von Jupiter zur Sonne dafür sorgt, dass keiner der Galileischen Satelliten so hell erscheint, wie der Vollmond auf der Erde. Von Io über Europa und Ganymed bis zu Kallisto betragen die scheinbaren Helligkeiten der Monde: −11,2m, −9,7m, −9,4m und −7,0m.
Ganymed, der größte und drittnächste der großen Jupitermonde, ist fast so hell wie Europa, erscheint aber im Vergleich zu Io am Jupiterhimmel nur halb so groß. Die noch weiter entfernte Kallisto besitzt indessen nur noch ein Viertel der scheinbaren Größe unseres Vollmondes. Alle vier Galileischen Monde haben dafür im Vergleich zum Erdmond eine größere Bahngeschwindigkeit, weshalb sie viel schneller über den Jupiterhimmel ziehen, als der Mond über den Erdhimmel. Jeder von ihnen ist zudem groß genug, um bei einer Sonnenfinsternis die Sonne in vollem Umfang zu bedecken.
Die kleineren inneren Monde des Jupiter erscheinen nur als sternförmige Punkte, während die meisten der äußeren Monde für das bloße menschliche Auge überhaupt nicht mehr sichtbar wären.

### Der Himmel der Jupitermonde
Keiner der Jupitermonde besitzt mehr als allenfalls die Spur einer Atmosphäre, so dass ihre Himmel gänzlich oder nahezu schwarz sind. Für einen Beobachter auf einem der Monde ist das auffälligste Merkmal des Himmels, abgesehen von der Sonne, natürlich der Jupiter. Auf Io, dem dem Planeten am nächsten befindlichen großen Mond, hat der Jupiter einen scheinbaren Durchmesser von etwa 20°. Das entspricht dem 38-Fachen des sichtbaren Durchmessers unseres Mondes, womit er 1 % des Himmels von Io einnimmt. Für einen Beobachter auf Metis, dem innersten Mond, steigt der scheinbare Durchmesser auf einen Wert von 68° oder dem 130-Fachen des scheinbaren Durchmessers unseres Erdmondes, womit insgesamt 18 % des Himmels von Metis vom Planeten eingenommen werden. Ein „voller Jupiter“ über Metis glänzt mit etwa 4 % der Helligkeit der Sonne, wohingegen unser Vollmond lediglich 400.000-mal schwächer als das Sonnenlicht leuchtet.
Da die inneren Monde des Jupiter eine synchrone Rotation zum Planeten besitzen, erscheint dieser immer an fast der gleichen Stelle am Himmel (Jupiter „wackelt“ wegen einer kleinen Exzentrizität allerdings ein bisschen). Beobachter auf den von Jupiter abgewandten Seiten der Galileischen Monde bekommen den Planeten dagegen niemals zu sehen. Von diesen Jupitermonden aus sind die durch sie selbst verursachten Verfinsterungen sehr spektakulär, da ein Beobachter den kreisförmigen Schatten des jeweiligen Mondes langsam über die Oberfläche des Jupiter ziehen sehen kann.

## Saturn

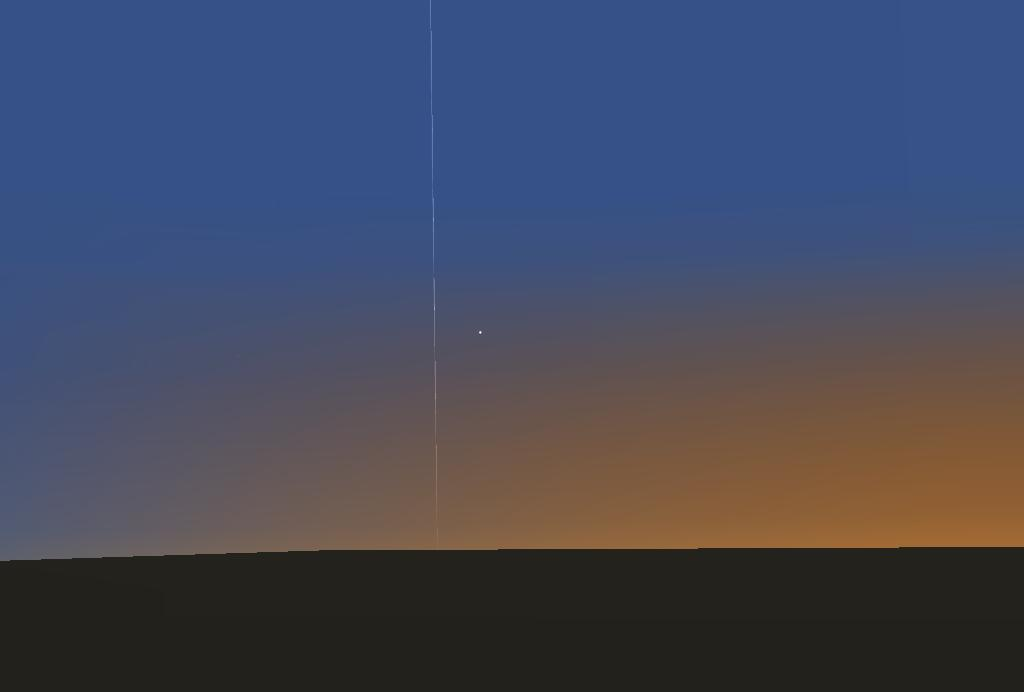
Simulierte Sicht der Saturnringe von seinem Äquator aus gesehen.

Die Atmosphäre des Saturn besitzt in den oberen Schichten wahrscheinlich eine blaue Färbung, obwohl die vorherrschende Farbe der Wolkendecke vermuten lässt, dass sie weiter unten eher gelblich erscheint. Die Ringe des Saturn sind hier, am oberen Rand seiner Atmosphäre, sicherlich deutlich sichtbar, obgleich sie so dünn sind, dass sie aus einer bestimmten Position am Äquator des Saturn fast unsichtbar bleiben, da man hier lediglich auf die Kante der Ringe schaut. Von überall sonst auf dem Planeten können sie jedoch als ein spektakulärer Bogen gesehen werden, der sich über die Hälfte der himmlischen Saturnhemisphäre erstreckt.
Die Saturnmonde sehen an seinem Himmel hingegen nicht besonders eindrucksvoll aus, da die meisten relativ klein sind und die größten ihre Bahnen weit vom Planeten entfernt ziehen. Auch Titan, der größte Mond des Saturn, erscheint nur halb so groß wie der Mond am Erdhimmel. Nachfolgend sind die ungefähren Winkeldurchmesser der wichtigsten Monde angegeben (im Vergleich dazu hat der Erdmond einen Winkeldurchmesser von 31'): Mimas: 5–10', Enceladus: 5–9', Tethys: 8–12', Dione: 8–12', Rhea: 8–11', Titan: 14–15', Iapetus: 1'.
Saturn hat einen südlichen Polarstern, δ Octantis, mit einem Helligkeitswert von 4,3m. Er ist damit deutlich schwächer als der Polarstern der Erde (α Ursae minoris).

### Der Himmel der Saturnmonde
Da die inneren Monde des Saturn alle in einer gebundenen Rotation zu dem Planeten stehen, ist dieser bis auf gewisse Schwankungen immer an der gleichen Stelle am Himmel zu sehen. Betrachter auf den von Saturn abgewandten Seiten dieser Satelliten bekommen deshalb den Planeten nie zu Gesicht.
Der Saturn ist in der Himmelsansicht der inneren Monde ein ausgesprochen beherrschendes Objekt. Von Pan aus gesehen hat der Saturn zum Beispiel einen scheinbaren Durchmesser von rund 50°. Er erscheint damit 104-mal größer als unser Mond und nimmt 11 % des Himmels von Pan ein. Da die Bahn von Pan entlang der Enckeschen Teilung und damit innerhalb der Saturnringe verläuft, können diese von überall auf Pan gesehen werden, auch auf der vom Saturn abgewandten Seite.

#### Die Ringe von den Saturnmonden aus gesehen

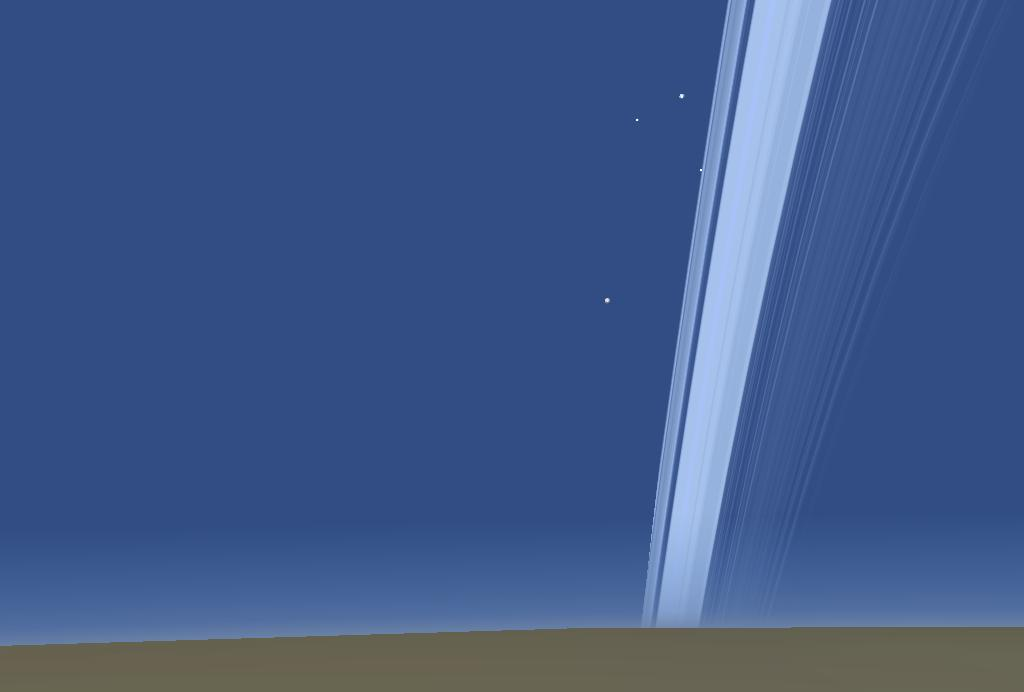
Simulierte Sicht der Saturnringe von einem Punkt außerhalb des Äquators.

Am Himmel der meisten Monde stellen die Ringe des Saturn kaum eine markante Erscheinung dar. Das liegt daran, dass die Ringe zwar breit, aber nicht sehr dick sind und die Bahnen des Großteils der Monde fast genau (max. 1,5° Abweichung) in der Ringebene des Planeten verlaufen. So sieht man von den inneren Monden lediglich auf die Kanten der Ringe, wodurch sie praktisch unsichtbar bleiben. Von den äußeren Monden wiederum, beginnend mit Iapetus, hat man eine Schrägansicht auf die Ringe, wobei der Saturn aufgrund der größeren Entfernung zu ihnen wesentlich kleiner erscheint. Auf der Oberfläche von Phoebe, dem größten der äußeren Saturnmonde, erreicht der Planet daher nur die Größe des Vollmondes am irdischen Nachthimmel. Eine Berechnung der Abstände und Winkel der einzelnen Monde zum Saturn gestaltet sich mit den zur Verfügung stehenden Werten schwierig, aber die Ergebnisse zeigen, dass der beste Blick auf die Ringe vom inneren Mond Mimas zu erwarten ist, dessen Bahn fast 1,5° von der Äquatorebene des Saturn abweicht, wobei er sich in verhältnismäßiger Nähe zu den Ringen befindet. An dem Punkt, an dem Mimas seine größte Abweichung in der Äquatorebene des Planeten erreicht, kann man zwischen der Außenkante von Ring B und der Innenkante von Ring A einen scheinbaren Abstand von 2,7° ermitteln. Die beiden ebenfalls in der Umlaufbahn befindlichen Monde Epimetheus und Janus bieten, mit maximalen Abstandswinkeln von 1,5° bis 2,9°, von der Oberfläche des Mondes ebenso einen eindrucksvollen Anblick. Die nächstbeste Sicht ist danach auf Tethys zu erwarten, der mit fast einem halben Grad am Mimashimmel erscheint. Iapetus hat einen Winkeldurchmesser von 0,20°, was mehr ist, als von einem der äußeren Monde erreicht werden kann.

#### Titan

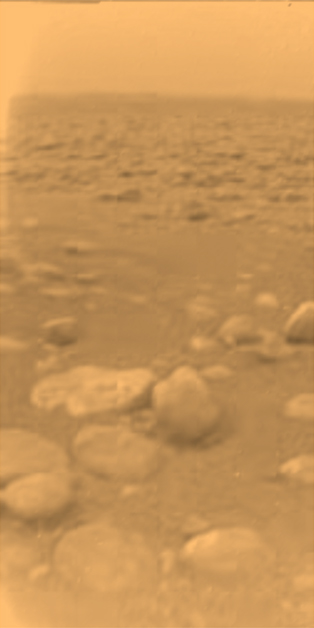
Bild der Oberfläche des Titan von der Huygens-Sonde

Titan ist der einzige Mond in unserem Sonnensystem, der von einer dichten Atmosphäre umgeben ist. Bilder der Huygens-Sonde zeigen, dass der Titanhimmel in ein orangefarbenes Licht getaucht ist. Allerdings kann auf der Oberfläche von Titan nur eine verschwommene, bräunlich/dunkelorangene Farbe wahrgenommen werden, da Titan lediglich 1/3000 des Sonnenlichts unserer Erde erhält. Aufgrund der dichten Atmosphäre sowie des sehr viel größeren Abstandes zur Sonne ist es auf Titan tagsüber gerade einmal so hell wie im Dämmerlicht der Erde. Es scheint wahrscheinlich, dass der Saturn permanent hinter dem orangefarbenen Smog unsichtbar bleibt und sogar die Sonne nur ein heller Fleck in dem Dunst ist, der kaum die Oberfläche des von Eis und Methan-Seen bedeckten Himmelskörpers beleuchten kann. In der oberen Atmosphäre erscheint der Himmel dagegen vermutlich blau und von hier aus ist es durchaus möglich, einen Blick auf Saturn zu werfen.

#### Enceladus

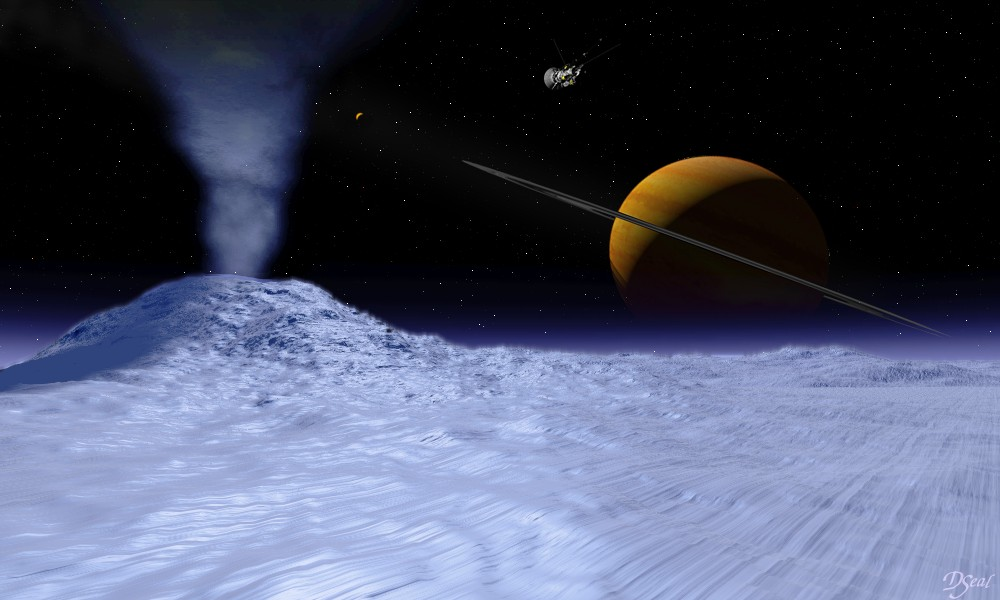
Eine künstlerische Darstellung der Sicht auf den Himmel von Enceladus

Am Himmel von Enceladus hat der Saturn einen sichtbaren Durchmesser von fast 30° und ist somit etwa 60-mal größer als der Mond an unserem Nachthimmel. Da zudem die Eigendrehung von Enceladus synchron zu seiner Umlaufbewegung um den Planeten ist, wendet er dem Saturn immer die gleiche Seite zu. Der Planet bewegt sich daher am Himmel von Enceladus so gut wie gar nicht, leichte Variationen ausgenommen, die sich aus der Exzentrizität seiner Umlaufbahn ergeben. Dagegen ist der Planet von der dem Saturn abgewandten Seite niemals zu sehen.
Die Ringe des Saturn kann man in einem Winkel von maximal 0,019° betrachten, was bedeutet, dass sie fast unsichtbar sind. Lediglich ihre Schatten heben sich klar auf der Oberfläche des Saturn ab. Wie beim Erdmond zeigt der Saturn regelmäßige Phasen, die von einem „Vollsaturn“, über eine Teilbeschattung bis hin zu einem „Neusaturn“ variieren. Die Sonne hat von Enceladus aus gesehen einen Durchmesser von nur 3,5 Bogenminuten, ca. ein Neuntel des Durchmessers, den sie am Erdhimmel einnimmt.
Befindet sich ein Beobachter auf Enceladus, kann er von dort aus sehen, wie Mimas, der größte Satellit innerhalb der Umlaufbahn von Enceladus, im Durchschnitt alle 72 Stunden vor Saturn vorüberzieht. Seine scheinbare Größe beträgt im günstigsten Fall 26 Bogenminuten, womit er etwa die gleiche Größe wie der Mond an unserem Himmel hat. Pallene und Methone erscheinen mit maximal 30 Bogensekunden dagegen fast sternenartig. Tethys ist wiederum nur von der dem Saturn abgewandten Seite von Enceladus sichtbar und erreicht hier eine maximale scheinbare Größe von ca. 64 Bogenminuten, was etwa dem doppelten Wert des Erdmondes in unserer Himmelsansicht entspricht.

## Uranus
Gemessen an der Farbe der Atmosphäre kann angenommen werden, dass der Himmel von Uranus wahrscheinlich in einem hellen Blau oder eher cyanfarben erscheint. Es ist wahrscheinlich, dass die Ringe des Planeten von der Oberfläche aus nicht gesehen werden können, da sie sehr dünn und dunkel sind. Der Uranus hat einen nördlichen Polarstern, Sabik (η Ophiuchi), mit einer Magnitude von 2,4m und ebenso einen südlichen Polarstern, 15 Orionis, mit einem scheinbaren Helligkeitswert von 4,8m. Beide sind damit schwächer als der Polarstern der Erde, Sabik allerdings nur geringfügig.
Uranus ist insofern ungewöhnlich, als die Schiefe seiner Ekliptik, also der Winkel der Achsenneigung zu seinem Bahnebenenlot, ganze 97,77° beträgt. Als Folge dieser Neigung sind nach jedem halben Umlauf einmal die Nordhalbkugel und einmal die Südhalbkugel der Sonne zugewandt. Am 17. Dezember 2007 passierte die Sonne den Himmelsäquator von Uranus vom Norden her und im Jahre 2029 wird schließlich sein Nordpol fast genau zur Sonne ausgerichtet sein.
Die Uranusmonde sehen von der Oberfläche des Planeten nicht sehr groß aus. Nachfolgend sind die Winkeldurchmesser der fünf großen Monde aufgeführt. (Zum Vergleich: Beim Erdmond beträgt er 31'): Miranda, 11–15'; Ariel, 18–22'; Umbriel, 14–16'; Titania, 11–13'; Oberon, 8–9'. Die kleinen inneren Monde erscheinen als sternförmige Punkte, während die äußeren irregulären Monde mit bloßem Auge überhaupt nicht zu erkennen sind.

## Neptun
Geht man von der Farbe der Atmosphäre aus, so erstrahlt der Himmel von Neptun wahrscheinlich in einer azurblauen oder hellblauen Farbe, die der des Uranus ähnlich ist. Es ist zu vermuten, dass die Ringe des Planeten von der Oberfläche aus nicht gesehen werden können, da sie sehr dünn und dunkel sind.
Abgesehen von der Sonne ist sein großer Mond Triton das markanteste Objekt am Neptunhimmel und präsentiert sich aller Voraussicht nach etwas kleiner als der Mond auf der Erde. Mit einer Umlaufzeit von 5,8 Tagen bewegt er sich deutlich schneller als unser Mond um seinen Planeten. Dieser Eindruck wird durch seine rückläufige Bewegungsrichtung noch verstärkt, mit der er der Umlaufrichtung des Neptun entgegenläuft. Der kleinere Mond Proteus ist im Unterschied zu Triton als eine Scheibe von etwa der Hälfte der Größe des Vollmondes zu sehen. Neptuns kleinere innere Monde und der große äußere Satellit Nereid sind schließlich nur als sternförmige Punkte zu sehen und seine äußersten Satelliten kann man ohne Teleskop mit Bestimmtheit überhaupt nicht ausmachen.

### Triton

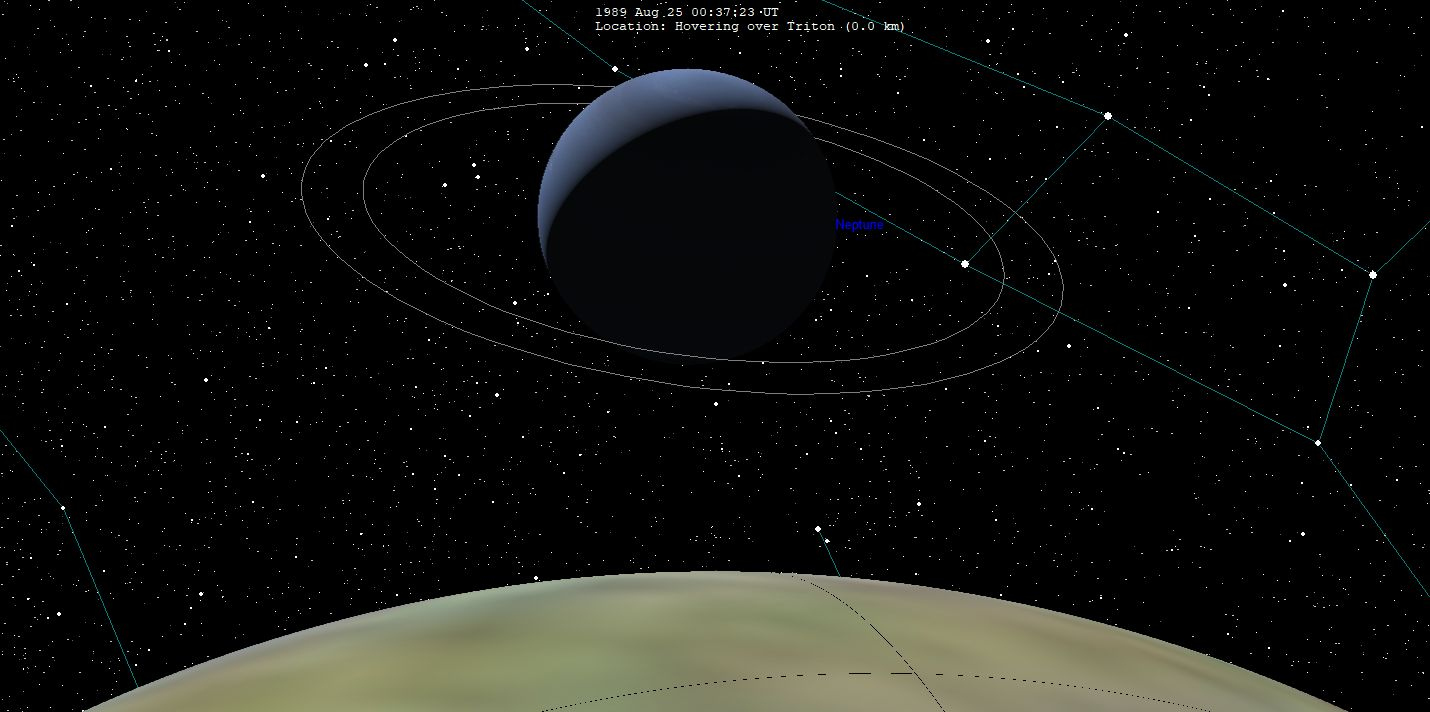
Simulierte Sicht auf Neptun am Himmel von Triton

Triton, Neptuns größter Mond, verfügt zwar über eine Atmosphäre, aber diese ist so dünn, dass dessen Himmel praktisch ganz schwarz erscheint und im besten Fall am Horizont etwas blasser Dunst sichtbar ist. Da Triton zum Neptun eine gebundene Rotation aufweist, sieht man den Planeten immer an der gleichen Position an seinem Himmel. Tritons Drehachse ist um 157° zur Äquatorebene von Neptun geneigt, die wiederum 30° gegenüber dessen Umlaufbahn um die Sonne geneigt ist. Daher sind die Pole von Triton, ähnlich wie bei Uranus, zweimal pro Neptunjahr direkt auf die Sonne gerichtet. Dies führt dazu, dass Tritons Polarregionen jeweils 40 Jahre am Stück der Sonne zugewandt sind, ehe sich der andere Pol in das Sonnenlicht bewegt, was schließlich zu einem radikalen Wechsel der Jahreszeiten auf dem Mond führt.
Neptun selbst spannt sich ca. 8° über den Himmel von Triton, obgleich seine maximale Helligkeit nur in etwa vergleichbar mit der des Vollmondes auf der Erde ist, da er pro Flächeneinheit kaum mehr als 1/256 des Sonnenlichts des vollen irdischen Mondes zu reflektieren vermag. Aufgrund ihrer exzentrischen Bahn variiert Nereid deutlich in ihrer Helligkeit zwischen der fünften und der ersten Magnitude und ihre Scheibe ist viel zu klein, um sie mit dem bloßen Auge sehen zu können. Proteus ist, mit seinen gerade einmal 5–6 Bogenminuten, ebenfalls so gut wie nicht als Scheibe auszumachen, erscheint jedoch nie schwächer als 1. Magnitude und kann in seinem geringsten Abstand mit Canopus konkurrieren.

## Pluto und Charon

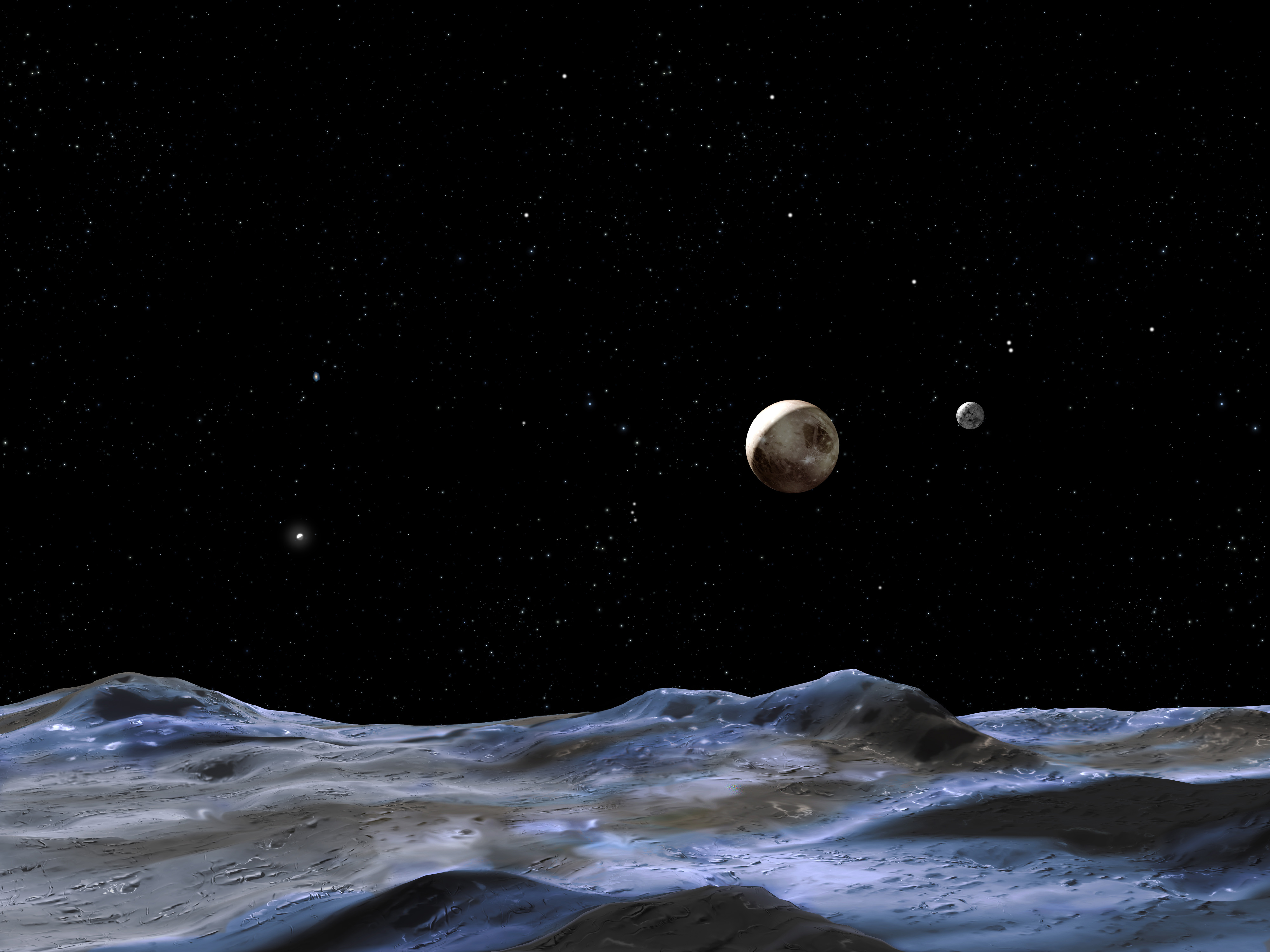
Künstlerische Darstellung der Oberfläche von Hydra, mit Pluto und Charon (rechts) sowie Nix (heller Punkt links)

Der Zwergplanet Pluto, begleitet von seinem größten Mond Charon, umkreist die Sonne in einem Orbit, der die meiste Zeit weit außerhalb der Umlaufbahn von Neptun liegt. Aufgrund der stark exzentrischen Umlaufbahn allerdings befindet sich Pluto während eines Zeitraumes von ca. zwanzig Jahren näher an der Sonne als Neptun (das bisher letzte Mal 1979–1999). Von Pluto aus ist die Sonne noch recht hell zu erkennen, deutlich heller als von der Erde aus der Erdmond erscheint. Dabei schwankt die Helligkeit durch die Exzentrizität der Umlaufbahn des Pluto, so dass ein menschlicher Betrachter im Laufe der Sonnenumrundung einen starken Helligkeitswechsel bemerken würde.
Pluto und Charon besitzen eine doppelt gebundene Rotation. Das bedeutet, dass Pluto immer dieselbe Seite von Charon zugewandt ist und Pluto seinem Mond ebenso immer dieselbe Seite präsentiert. Beobachter auf der anderen Seite des Charon bekommen nie den Zwergplaneten zu sehen, ebenso wenig wie Beobachter auf der anderen Seite des Pluto Charon zu Gesicht bekommen. Alle 124 Jahre kommt es für mehrere Jahre zu einer Periode einer gegenseitigen Sonnenverfinsterung, wenn sich Pluto und Charon in Abständen von 3,2 Tagen wechselseitig das Sonnenlicht nehmen.
Von Pluto aus erscheint Charon etwa 7-fach größer als der Vollmond von der Erde aus, also mit etwa 50-fachem Raumwinkel. Umgekehrt erscheint Pluto von Charon aus noch einmal fast zweifach größer, mit dem 180-fachen Raumwinkel des Vollmonds.

## Kometen
Im Gegensatz zu anderen Himmelskörpern ändert sich der Himmel eines Kometen drastisch, sobald dieser sich der Sonne nähert. Während der Annäherung eines Kometen beginnt das Eis auf der Oberfläche zu sublimieren, das heißt, es geht vom festen unmittelbar in den gasförmigen Zustand über. Dabei bildet sich ein Schweif aus Gas und Staub, der eine Koma um den Kometenkörper entstehen lässt. Ein Beobachter auf einem sich der Sonne nähernden Kometen kann die Sterne daher nur durch eine leicht milchige Trübung sehen, die dabei mutmaßlich interessante Haloeffekte um die Sonne und um andere helle Objekte erzeugt.

## Planeten außerhalb des Sonnensystems
Für einen Beobachter auf einem extrasolaren Planeten sehen die Sternkonstellationen ganz anders aus, als wir sie von der Erde aus gewohnt sind. Die Sonne ist nur bis zu einer Entfernung von 20–25 Parsec (65–80 Lichtjahre) noch mit bloßem menschlichen Auge sichtbar.
Betrachtet man den Zentralstern vom α-Centauri-System, dem uns am nächsten gelegenen Sternsystem, aus, erscheint er als ein heller Stern im Sternbild Kassiopeia, wobei er annähernd so hell wie der Stern Capella an unserem Himmel ist. Von einem hypothetischen Planeten, der entweder α Centauri A oder B umkreist, ist der jeweils andere Stern des Systems als sehr heller zweiter Zentralstern zu sehen. Ein erdähnlicher Planet zum Beispiel, der 1,25 Astronomische Einheiten von α Centauri A entfernt ist und eine Umlaufzeit von 1,34 Jahren hat, erhält von seinem Primärstern eine sonnenähnliche Bestrahlung, während α Centauri B zwischen 5,7 und 8,6 Größenklassen weniger an seinem Himmel einnimmt (−21,0m bis −18,2m). Damit ist der zweite Zentralstern zwar 190- bis 2700-mal schwächer als α Centauri A, aber immer noch um das 2100- bis 150-fache heller als der Vollmond. Umgekehrt empfängt ein erdähnlicher Planet bei einem Abstand von 0,71 AE von α Centauri B (und einer Umlaufzeit von 0,63 Jahren) von seinem Zentralstern dieselbe Lichtstärke wie die Erde, aber α Centauri A erscheint 4,6 bis 7,3 Größen leuchtschwächer (−22,1m bis −19,4m) und damit 70- bis 840-mal schwächer als α Centauri B, aber immer noch zwischen 5700- und 470-mal heller als der Vollmond. In beiden Fällen sieht man den jeweils zweiten Zentralstern während des Planetenumlaufs auf einer Kreisbahn über den Himmel ziehen. Beginnend direkt neben dem primären Zentralstern ist er nach einer halben Umlaufperiode am Himmel ihm gegenüber zu sehen und stellt somit eine „Mitternachtssonne“ dar. Nach einer weiteren halben Periode hat sie den Zyklus dann vollendet. Auf anderen Planeten, die nur an eine Komponente eines Doppelsternsystems gebunden sind, ist im Übrigen ein ähnliches Himmelsschauspiel zu bewundern.
Von einem zirkumbinären Planeten aus gesehen stehen beide Zentralsterne gemeinsam am Taghimmel zusammen, wobei sich deren Abstand zueinander während ihres gegenseitigen Umlaufs verändert.
Von 40 Eridani aus, mit 16 Lichtjahren Entfernung, erscheint die Sonne nur mehr als ein durchschnittlicher Stern im Sternbild Schlange, der eine scheinbare Helligkeit von ca. 3,3m besitzt. Bei dieser Entfernung befinden sich die meisten der nächstgelegenen Sterne, einschließlich Alpha Centauri und Sirius, an anderen Positionen als an unserem Himmel.
Von einem Planeten, der den 65 Lichtjahre entfernten Aldebaran umkreist, ist die Sonne knapp oberhalb von Antares in unserem Sternbild Skorpion zu sehen. Sie ist mit einer Leuchtgröße von 6,4m jedoch kaum mehr mit bloßem Auge zu erkennen. Sternbilder, die aus hellen, weit entfernten Sternen bestehen, wie z. B. das Sternbild Orion, sind der Ansicht von unserer Erde aus sehr ähnlich, aber die meisten der anderen Sternkonstellationen unseres Nachthimmels kommen uns an diesem Ort kaum mehr vertraut vor.

### Berechnung der scheinbaren Helligkeiten
1. ↑  Die Helligkeit eines Objekts ist umgekehrt proportional zum Quadrat der Entfernung. Der Wert der scheinbaren Helligkeit kann als das −2,5-fache des Dekadischen Logarithmus vom Helligkeitsverhältnis zweier Helligkeitsklassen angenommen werden. Hat also ein Objekt eine scheinbare Helligkeit {\displaystyle m_{1}} bei einer Distanz von {\displaystyle d_{1}} zum Beobachter und sind alle anderen Faktoren gleich, kann eine Größenordnung von
{\displaystyle m_{2}=m_{1}-2{,}5\log(d_{1}^{2}/d_{2}^{2})=m_{1}+5\log(d_{2}/d_{1})}
auf eine Distanz von {\displaystyle d_{2}} angenommen werden.

### Weitere Anmerkungen
1. ↑  1 Bogenminute entspricht 1/60° = 0,0167°, der Vollmond hat von der Erde aus gesehen einen Durchmesser von etwa 30 Bogenminuten.
2. ↑  Um die angegebenen Werte zu berechnen, wurden für α Centauri A 1,1 Sonnenmassen und 0,92 Sonnenmassen für α Centauri B angenommen, sowie Helligkeiten, die dem 1,57- bzw. 0,51-fachen der Sonne (Leuchtgröße der Sonne = −26,73m) entsprechen, wobei Umlaufbahnen zwischen 11,2 und 35,6 AE zugrunde gelegt wurden. Für die minimale Leuchtkraft wurde der Bahnradius des Planeten zu dem maximalen Abstand (Konjunktion) zwischen α Centauri A und B addiert, die maximale Leuchtkraft ergab sich wiederum durch die Subtraktion des Bahnradius beim geringsten Abstand zwischen A und B (Opposition).